# Tux (Áustria)
Tux é um município da Áustria, situado no distrito de Schwaz, no estado do Tirol. Tem 111,07 km² de área e sua população em 2019 foi estimada em 1.964 habitantes.